# Knit Me a Coffin
Knit Me a Coffin è un singolo del cantautore italiano Tananai (accreditato come Not for Us), pubblicato il 18 novembre 2016 come primo estratto dal primo album in studio To Discover and Forget.

## Descrizione
Il brano ha avuto la partecipazione vocale del rapper Chance Fischer, il quale ha anche curato i testi ed è prodotto dallo stesso cantautore.

## Tracce
Testi di Chance Fischer, musiche di Alberto Cotta Ramusino.
1. Knit Me a Coffin (feat. Chance Fischer) – 3:14